# 2024年华盛顿峰会
2024年华盛顿北约峰会是北约和欧盟的三十二个成员国及其伙伴国家的国家元首和政府首脑参与的一次持续会议，于2024年7月9日至11日在美国华盛顿特区举行。此次峰会是为了纪念北约成立75周年。北约于1949年4月4日在华盛顿特区签署《北大西洋公约》并正式成立。此次峰会是继1978年华盛顿峰会、1999年华盛顿峰会和2012年芝加哥峰会之后第四次在美国举行的北约峰会。这也是自瑞典加入北约以来的首次峰会，也是延斯·斯托尔滕贝格担任北约秘书长以来的最后一次峰会。

## 背景
2024年华盛顿峰会的正式名称是“乌克兰与跨大西洋安全”（英語：Ukraine and transatlantic security）。其目的是强调北约对日益升级的全球和平与民主的威胁所作出的反应，其特别关注俄罗斯对乌克兰的持续入侵以及朝鲜通过向俄罗斯前线的武器供给和军队部署，并且支持俄罗斯的行为。在俄罗斯与朝鲜宣布达成合作协议后，斯托尔滕贝格表示，将在峰会上讨论乌克兰与韩国的合作议题。此次会议还将讨论中国构成的威胁以及印太地区的安全局势。此外，会议议程还包括有加速国防生产和重申《北大西洋公约第5条》集体自卫权之规定。

### 企盼
美国常驻北约代表朱利安·史密斯在大西洋理事会的一次活动中表示，北约在去年的维尔纽斯峰会上尚未准备好向乌克兰发出正式加入北约的邀请，且不太可能在即将举行的华盛顿峰会上这样做。与此相反，她希望北约盟国向乌克兰提供“可交付的成果”，使其更加亲北约。重点是将过去两年来不断加强的双边支持制度化。虽然对这一结果的细节尚不明确，但史密斯强调北约将通过去年峰会上成立的北约-乌克兰理事会等措施对乌克兰做出持续承诺。
2024年6月27日，乌克兰总统弗拉基米尔·泽连斯基访问北约总部，北约秘书长斯托尔滕贝格接待了他，二人讨论了此次峰会的最后准备工作。斯托尔滕贝格表示，期待北约盟国同意由北约牵头协调并向乌克兰提供安全援助和培训。他还提出一项长期财政承诺，称能够为乌克兰提供更加"可预测"的支持。

### 峰会前的事态发展

#### 2024年乌克兰动员法
尽管乌克兰于2024年通过了一项备受争议的动员法案， 将动员年龄从 27 岁降低至 25 岁，但其仍然面临严重的人力短缺问题。2022年，俄罗斯人口为 1.44 亿，远超过乌克兰的 3800 万。这一人口优势使得俄罗斯拥有更加雄厚的人力资源。不过，人们普遍认为俄罗斯在战争中的损失高于乌克兰。俄乌战争使得两国伤亡持续，但在战争结束并进行调查之前，谁都无法给出具体的数字。

#### 国际社会对乌克兰的支持
2024年5月14日，美国国务卿安東尼·布林肯抵达基辅，重申美国对乌克兰的支持，而这距离美国国会批准 600 亿美元的援助计划还不到一个月。此次访问加快了向乌克兰提供包括火炮和防空系统在内的军事援助，凸显了拜登政府在冲突不断升级的情况下对乌克兰长期安全的承诺。布林肯表示： 
今天我们和你们在一起。我们将一直站在你们身边，直到乌克兰的安全、主权和选择自己道路的能力得到保障。——布林肯
5月24日上午，匈牙利总理奧班·維克多在匈牙利广播电台中表示，鉴于匈牙利对乌克兰的接受他国援助的立场，匈政府计划重新定义匈牙利的北约成员国身份，并表示“不参加北约领土以外的北约行动”。欧尔班是欧盟和北约两大组织中唯一一个尽管向乌克兰提供经济、军事和政治支持，却仍与俄罗斯总统弗拉基米尔·普京保持密切联系的领导人。今年1月早些时候，欧盟威胁说，如果匈政府继续否决对乌克兰 500 亿欧元（约合 540 亿美元）的援助计划，欧盟将对匈牙利实施投票制裁，并永久切断其援助资金。这致使匈牙利放弃否决该计划并成功与欧盟就此类援助达成协议。
乌克兰总统泽连斯基表示，2024年6月27日，乌克兰与欧盟签署了一项历史性的安全协议，该协议规定了：欧盟中所有 27 个成员国承诺无论乌克兰内部体制如何变化，都要向乌克兰广泛地提供支持。同日，乌克兰与立陶宛、爱沙尼亚两国也签署了类似的协议。乌克兰此前已与美、英、法等国家签署了 19 项类似的双边安全协议。这些协议虽然不是共同防御协定，但却标志着两国建立的战略伙伴关系，旨在加强乌克兰在持续的地区挑战中的稳定和安全。

#### 与俄罗斯的关系
2024年5月24日，美国国务院宣布，国务卿布林肯将访问东欧。与此同时，人们对俄乌战争进展日益担忧：俄罗斯针对哈爾科夫州发动袭击，并开辟了新的北方战线。 俄罗斯可能干涉摩尔多瓦事务， 格鲁吉亚抗议一项类似于俄罗斯通过的“外国代理人”法案。布林肯于 5月29日访问基希讷乌，并于 5月30日至 31日访问布拉格。他会见了捷克外交部长揚·利帕夫斯基和其他官员，商讨对乌克兰的支持以及格鲁吉亚的“外国代理人”法案。

#### 武器使用政策的变化
5月3日，英国外交大臣戴维·卡梅伦在访问基辅期间表示，乌克兰有权决定如何使用英国的武器，并有权使用这些武器袭击俄罗斯境内。作为拥核国家和北约的主要成员国，这是英国的重大政策转变。克里姆林宫新闻秘书德米特里·佩斯科夫和俄罗斯外交部发言人玛丽亚·扎哈罗娃谴责这一决定。5月29日，芬兰、加拿大和波兰代表分别发表声明称，乌克兰可以使用其武器打击俄罗斯境内的有效军事目标。
截至五月底，多位领导人也已支持解除对西方供应武器的禁令，其中包括法国总统埃马纽埃尔·马克龙、拉脱维亚总统埃德加斯·林克維奇斯、爱沙尼亚总统阿拉尔·卡里斯、德国总理奥拉夫·朔尔茨、比利时总理亞歷山大·德克羅、捷克总理彼得·菲亚拉、丹麦总理梅特·弗雷德里克森；加拿大、立陶宛、挪威、英国和波兰的外交部长；及芬兰、荷兰和瑞典的国防部长。与此不同的是，比利时和意大利反对乌克兰使用西方提供的武器袭击俄罗斯境内的目标。
5月30日，美国总统乔·拜登暗示允许乌克兰袭击俄罗斯境内（仅限于哈爾科夫州附近地区，没有划定确切的边界）。此前，乌克兰总统泽连斯基和其他官员敦促其盟友允许乌克兰使用西方提供的武器袭击俄罗斯境内，以回应俄军每天对乌克兰城市的轰炸。 美国解除这些限制后不久，德国政府允许乌克兰在俄罗斯境内使用其武器。这上述政策同样仅限于哈尔科夫州。
2024年6月20日，面对乌克兰及其欧洲盟友的压力，以及为了回应朝俄共同防御条约的签订，美国授权乌克兰使用美国提供的武器对抗国界外的俄罗斯军队，范围延伸至哈尔科夫附近地区。这一决定促成了乌克兰军事行动的成功，其中包括对俄罗斯本土的打击。乌克兰官员随后主张盟友解除对ATACMS等远程导弹系统的限制（目前乌不被允许使用此类导弹系统打击俄罗斯领土）。
2024年6月19日，俄罗斯总统普京于24年来首次访问平壤期间，和朝鲜签署了共同防御协议。这一事件使得朝鲜半岛紧张局势大幅升级。作为回应，韩国召见俄罗斯大使格奥尔基·季诺维也夫对该协议表示抗议。6月20日，韩国国家安全顾问张浩镇表示：“我们将重新考虑向乌克兰提供武器的问题。” 此声明也标志着韩国此前严格的军援理论发生了前所未有的变化，该理论传统上禁止向参与积极军事冲突的国家运送武器。普京警告称，如果韩国向乌克兰提供武器，那将是一个“大错误”。

#### 成员国国防开支
6月17日，北约秘书长斯托尔滕贝格在峰会前访问华盛顿特区总统拜登时宣布，在 32 个北约成员国中，有 23 个国家实现了国防开支占 GDP 2% 的目标，创下历史新高。据北约称，欧洲成员国和加拿大的国防开支增长了 18%。 
东欧的几个成员国都要求增加军事预算。波兰总统安德烈·杜达呼吁北约国家紧急将军事支出增加到GDP的 3%。波兰预计并承诺在 2024年将 GDP 的 4% 以上用于国防， 这将远远超过其他国家的国防支出，而波罗的海国家已共同承诺至少将 GDP 的 2.5% 用于国防投资。

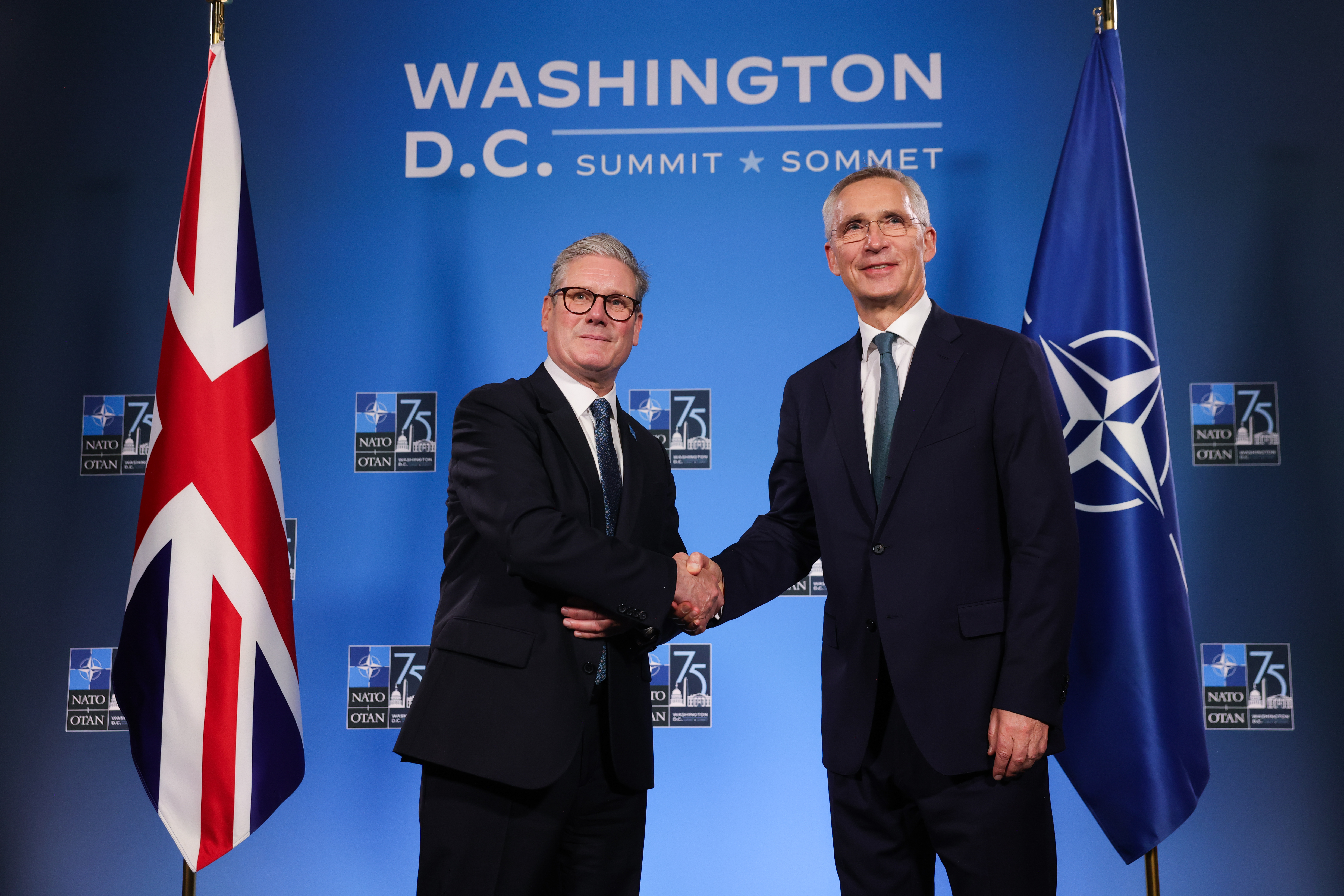
英国首相施紀賢与即将卸任的北约秘书长斯托尔滕贝格

英国首相施紀賢敦促北约成员国进一步增加国防开支。这与他对于英国的计划相一致，即为军事预算支出额外拨款数百亿英镑，以应对欧盟面临的日益严重的全球威胁。施紀賢还承诺英国将国防开支提高至 2.5%，但没有说明何时提高。在飞往此次峰会的航班上，斯塔默重申了他的“坚定承诺”，并表示在对英国国防进行“彻底”审查后，他将制定一份“路线图”。官员们表示，其中将包括实现支出目标的具体日期。

## 乌克兰

### 乌克兰对北约的公开立场

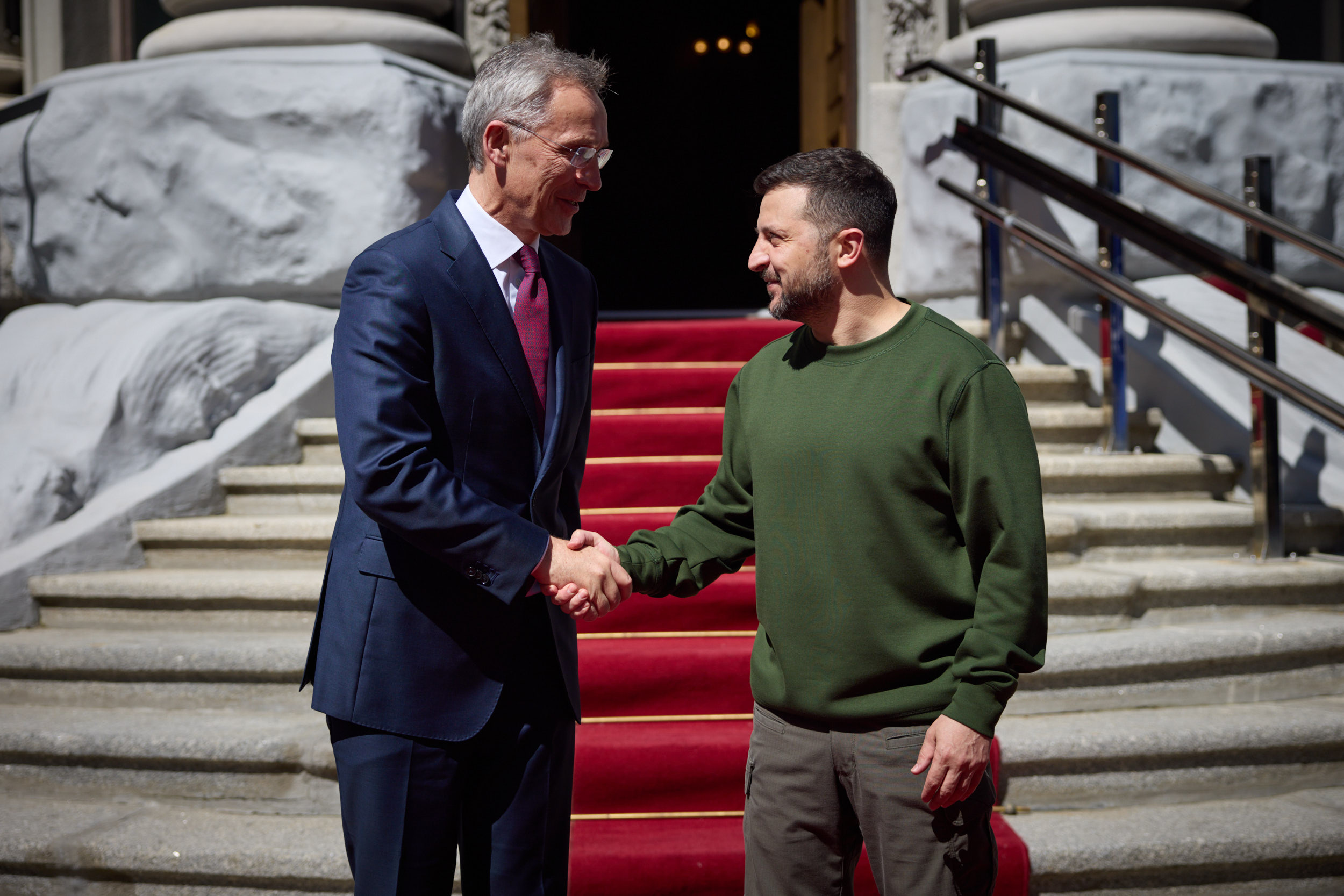
北约秘书长斯托尔滕贝格在基辅会见乌克兰总统泽连斯基

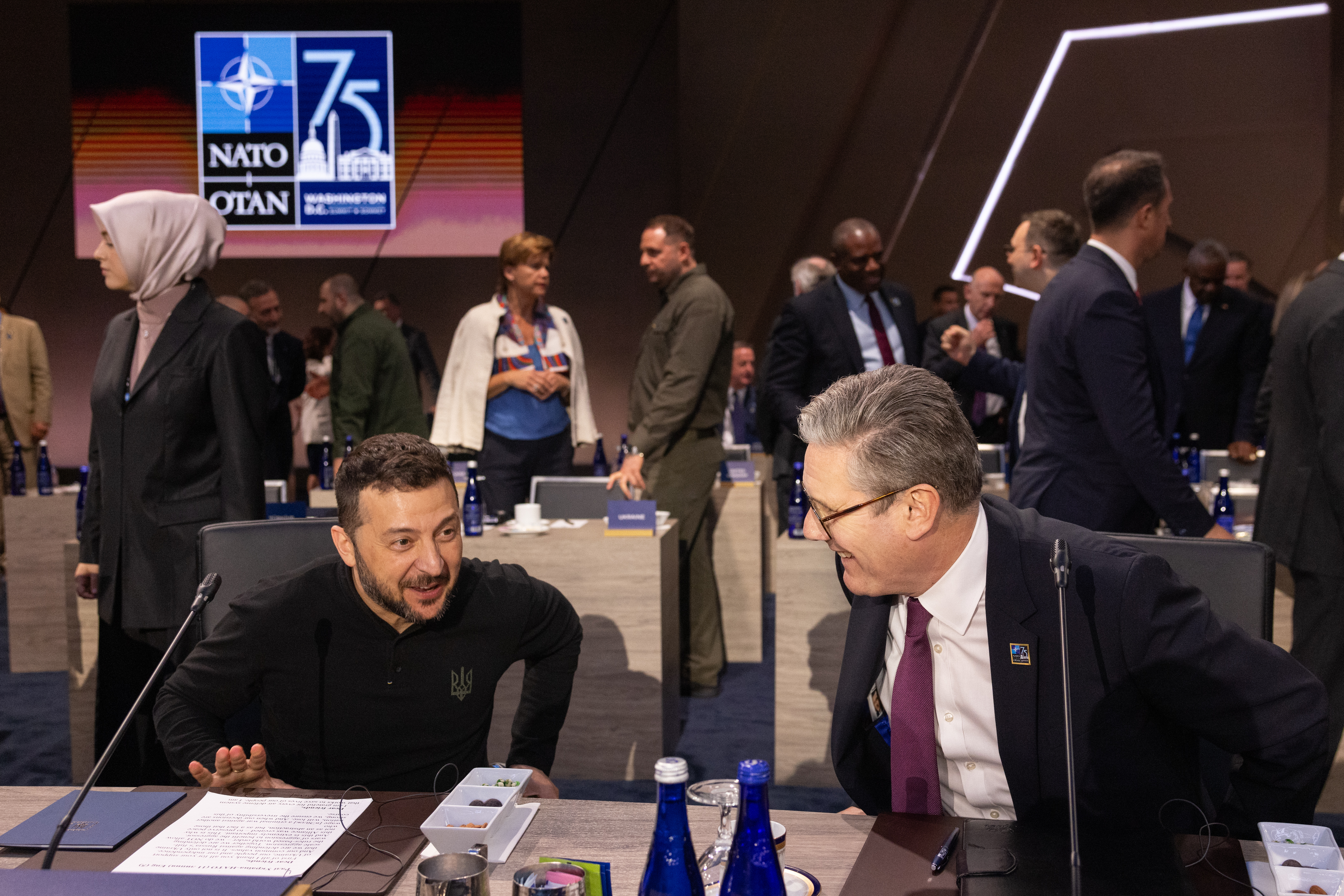
英国首相基尔·斯塔默与乌克兰总统泽连斯基

2004年乌克兰的橙色革命导致亲俄总统候选人维克托·亚努科维奇的当选无效，但这并未动摇民意，仍有60%的民众投票反对乌克兰加入北约。
2014年既俄罗斯吞并克里米亚、亲俄势力爆发动乱后，乌克兰加入北约的支持率逐渐增加。俄乌战争开始后，公众对这一问题的立场发生了显著变化，从 2021年相对较低的 59.2% 赞成和 28.1% 反对；到 2023年5月，赞成率高达 89% 。随后，到了2024年，赞成率稳定在77%，而反对率仅为 5%。

### 北约对乌克兰的立场
北约强调对乌克兰的支持将坚定不移，决心无限期地支持乌克兰。这一立场旨在向俄罗斯发出强烈讯号，即北约盟国仍然团结一致，致力于帮助乌克兰抵御俄罗斯的入侵。
尽管一些北约成员国（特别是东欧国家），推动乌克兰加入北约，但它们也同样认为认为这一申请在入侵结束之前是难以通过的。因为如果乌克兰已经被批准成为北约成员国，北约可能被视为直接卷入了与俄罗斯的战争之中。

## 国际议题

### 亚美尼亚－阿塞拜疆关系
亚美尼亚、阿塞拜疆两国外长以及美国国务卿布林肯在峰会期间举行了三边会谈。双方注意到亚美尼亚和阿塞拜疆在达成历史性和平协议和建立双边关系方面取得的进展。布林肯表示：“今天是评估已取得的进展和尚待解决的问题的机会。但根据我们所有的接触，包括最近几周的接触，我相信两国都非常接近达成最终协议，美国将强烈支持这项协议。” 

### 以色列－伊朗
以色列外交部长伊斯雷尔·卡茨在北约峰会上与美国国务卿安东尼·布林肯多位美国官员进行交谈，并在华盛顿北约峰会期间举行高级别会议。卡茨指出，以色列在过去九个月里一直在与伊朗代理人哈马斯和真主党作战，以色列与伊朗的敌意日益加深，特别是伊朗已与俄罗斯结盟，强调他对伊朗的立场。卡茨还谈到了中国在中东日益活跃的活动及其与俄罗斯和伊朗的关系，特别是在情报共享方面。之后，卡茨会见了韩国、加拿大、德国、荷兰、捷克共和国和丹麦等国的外长，并重申以色列对伊朗威胁的担忧，并在北约峰会上呼吁对伊朗实施更多制裁。

### 韩国－朝鲜
韩国、美国在北约峰会期间签署一项具有里程碑意义，针对朝鲜威胁的核行动指南。韩国总统尹锡悅和美国总统乔·拜登在北约年度峰会期间，在华盛顿签署《朝鲜半岛核威慑和核行动指南》（Guidelines for Nuclear Deterrence and Nuclear Actions on the Korean Peninsula），正式确定将首尔的常规部队与美国的核能力整合在一起，标志着两国安全联盟在应对朝鲜不断升级的核威胁方面得到显著加强。行动指南指出，如果朝鲜对韩国使用核武器，美国可能会使用核武器进行报复。总统尹锡悦和拜登发表的联合声明中写道，「美国重申对韩国扩大威慑的承诺，并以包括核能力在内的全系列美国能力为后盾。韩方强调，韩国的全系列能力将为北韩的联合防御态势做出重大贡献」。首尔和华盛顿签署的军事文件被视为是面对6月19日朝鲜和俄罗斯达成将军事关系升级为事实上的联盟级别的应对措施，后者协议规定，如果任何一方受到攻击，双方将相互提供军事援助。
北约与韩国签署了一项关于军事适航认证相互承认的协议，该协议确保了北约盟国和伙伴使用的所有空中资产的安全和适航性，这是北约与亚洲国家达成的第一项此类协议。

## 峰会

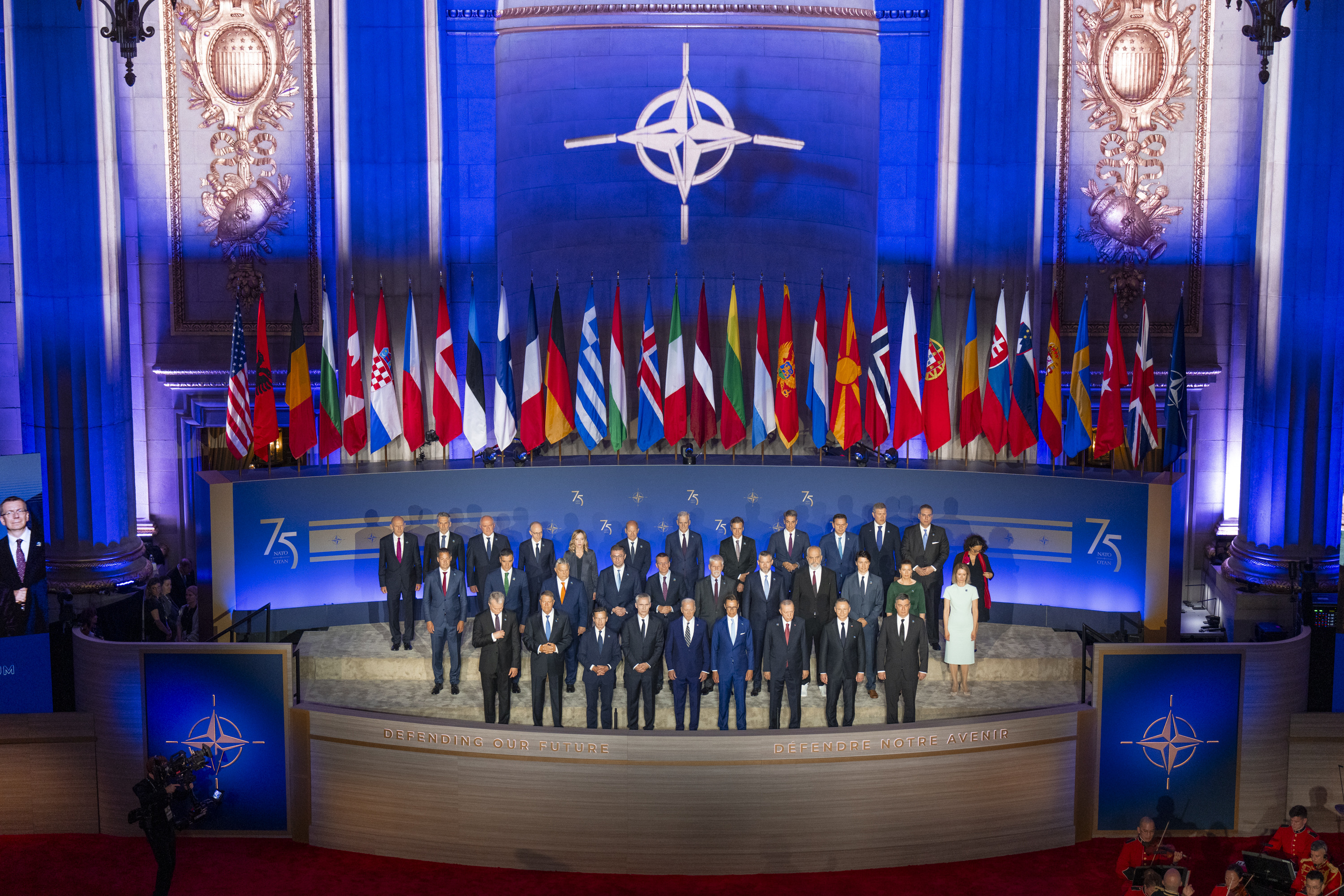
全体北约代表照片

为期三天的第 75 届北约峰会于2024年7月9日开幕，并在安德鲁·梅隆礼堂举行招待会。招待会上，美国总统拜登向即将卸任的北约秘书长斯托尔滕贝格颁发了总统自由勋章（这是美国授予平民的最高奖项）。
峰会第一天，拜登指责俄罗斯总统普京想要“将乌克兰从地图上抹去”。他宣布，美国、荷兰、德国、意大利、罗马尼亚等多个北约国家将向乌克兰提供五套防空系统装备。乌克兰总统泽连斯基警告称，需要在美国大选之前迅速采取行动，以限制唐納·川普当选后可能做出的减少对北约和乌克兰支持的决定所产生的影响。
2024年7月10日，北约所有 32 个成员国批准了《华盛顿峰会宣言》，概述了北约取得的发展和做出的政策决定，主要涉及面对俄罗斯入侵情况下，向乌克兰提供的支持，并谴责在冲突期间支持俄罗斯的国家，其中包括中国、伊朗、朝鲜和白俄罗斯。

## 參與者

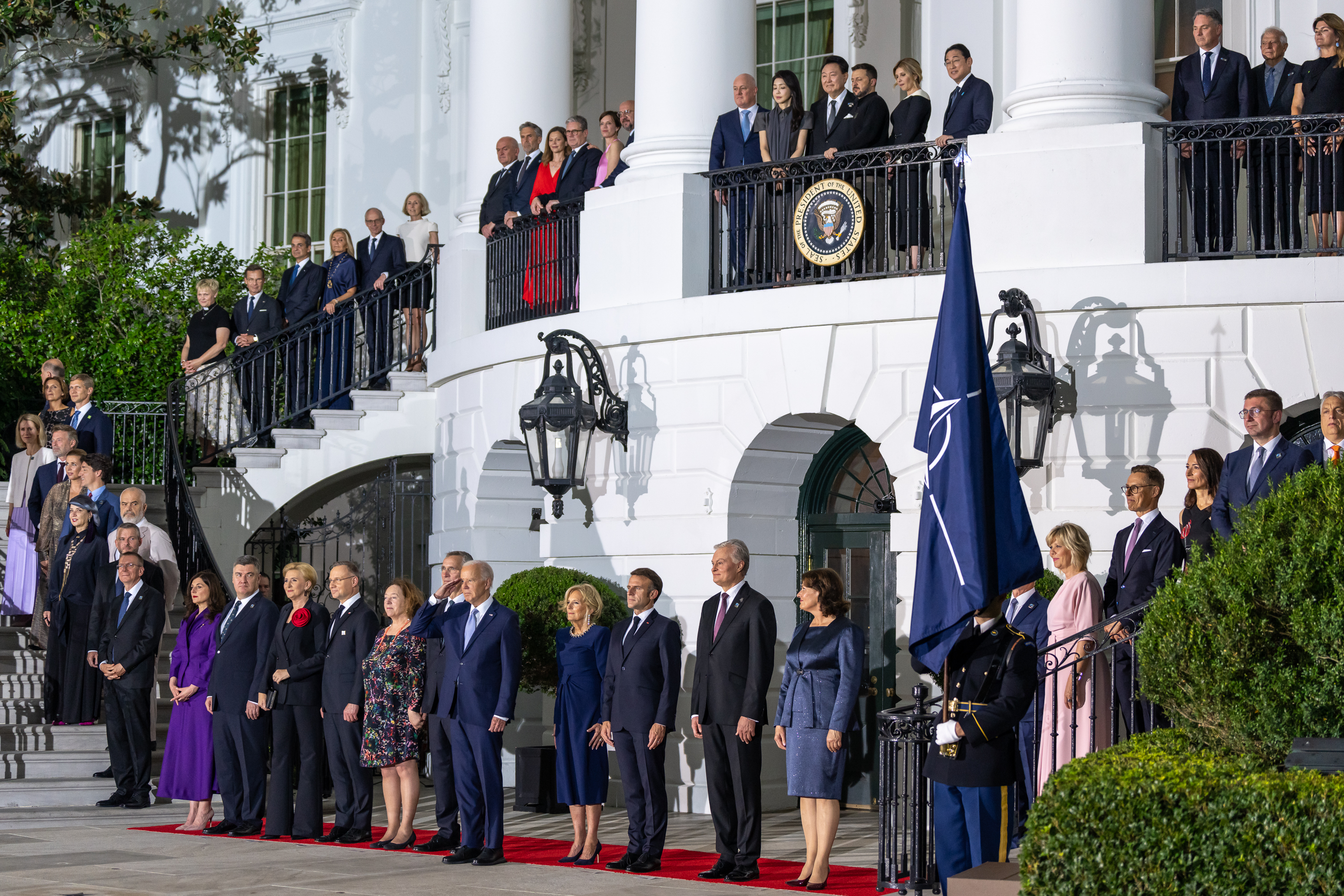
各国代表正在检阅部队

|  | 非北约成员国 |

| 国家/组织        | 代表                   | 头衔                         | Ref.    |
| ---------------- | ---------------------- | ---------------------------- | ------- |
| 北大西洋公约组织 | 延斯·斯托尔滕贝格      | 北约秘书长                   | [ 97 ]  |
| 阿尔巴尼亚       | 埃迪·拉马              | 阿尔巴尼亚总理               |         |
| 亞美尼亞         | 阿拉拉特·米尔佐扬      | 亚美尼亚外交部长             | [ 98 ]  |
|                  | 理查德·马尔斯          | 澳洲聯邦副總理大臣、国防部长 | [ 99 ]  |
|                  | 杰伊洪·巴伊拉莫夫      | 阿塞拜疆外交部长             | [ 100 ] |
| 比利时           | 亚历山大·德克罗        | 比利时首相                   |         |
| 保加利亚         | 迪米特尔·格拉夫切夫    | 保加利亚总理                 | [ 101 ] |
| 加拿大           | 賈斯汀·杜魯多          | 加拿大聯邦總理大臣           | [ 102 ] |
|                  | 佐兰·米拉诺维奇        | 克罗地亚总理                 |         |
| 捷克             | 彼得·帕维尔            | 捷克总统                     | [ 103 ] |
| 丹麦             | 梅特·弗雷泽里克森      | 丹麦首相                     |         |
| 爱沙尼亚         | 卡娅·卡拉斯            | 爱沙尼亚总理                 |         |
| 欧洲联盟         | 夏尔·米歇尔            | 欧洲理事会主席               |         |
| 欧洲联盟         | 乌尔苏拉·冯德莱恩      | 欧盟委员会主席               |         |
| 芬兰             | 亚历山大·斯图布        | 芬兰总统                     | [ 104 ] |
| 法國             | 埃马纽埃尔·马克龙      | 法国总统                     |         |
| 德国             | 奥拉夫·朔尔茨          | 德國聯邦總理                 |         |
|                  | 伊利亞·達爾恰什維利    | 格鲁吉亚外交部部長           | [ 105 ] |
| 希腊             | 基里亞科斯·米佐塔基斯  | 希腊总理                     |         |
| 匈牙利           | 奧尔班·維克多          | 匈牙利总理                   |         |
| 以色列           | 伊斯雷尔·卡茨          | 以色列外交部长               | [ 106 ] |
| 冰島             | 布亞尼·本尼迪克特松    | 冰岛总理                     |         |
| 義大利           | 喬治亞·梅洛尼          | 意大利总理                   |         |
| 日本             | 岸田文雄               | 內閣總理大臣                 | [ 107 ] |
| 拉脫維亞         | 埃德加斯·林克維奇斯    | 拉脫維亞總統                 |         |
| 立陶宛           | 吉塔納斯·瑙塞達        | 立陶宛总统                   |         |
| 盧森堡           | 吕克·弗里登            | 卢森堡首相                   |         |
| 蒙特內哥羅       | 米洛伊科·斯帕吉奇      | 蒙特內哥羅總理               |         |
| 荷蘭             | 迪克·斯霍夫            | 荷兰首相                     |         |
| 新西兰           | 克里斯托弗·盧克森      | 總理大臣                     |         |
| 北馬其頓         | 赫里斯蒂揚·米茨科斯基  | 北马其顿总理                 |         |
| 挪威             | 約納斯·加爾·斯特勒     | 挪威首相                     |         |
| 波蘭             | 安杰伊·杜达            | 波兰总统                     |         |
| 葡萄牙           | 路易斯·蒙特内格罗      | 葡萄牙总理                   |         |
|                  | 尹锡悦                 | 韓國總統                     |         |
| 羅馬尼亞         | 克劳斯·约翰尼斯        | 罗马尼亚总统                 |         |
| 斯洛伐克         | 彼得·佩列格里尼        | 斯洛伐克总统                 |         |
| 斯洛維尼亞       | 罗伯特·戈洛布          | 斯洛文尼亚总理               |         |
| 西班牙           | 佩德羅·桑切斯          | 西班牙首相                   |         |
| 瑞典             | 乌尔夫·克里斯特松      | 瑞典首相                     |         |
| 土耳其           | 雷杰普·塔伊普·埃尔多安 | 土耳其总统                   | [ 108 ] |
| 乌克兰           | 弗拉基米尔·泽连斯基    | 乌克兰总统                   | [ 109 ] |
| 英国             | 施紀賢                 | 英国首相                     | [ 110 ] |
| 美国             | 乔·拜登 (主持)         | 美国总统                     | [ 111 ] |

## 各方反应
乌克兰总统办公室主任安德烈·叶尔马克表示，乌克兰对华盛顿举行的北约峰会成果表示满意，特别是峰会宣布乌克兰加入北约的道路不可逆转，各成员国也采取了新的措施支持乌克兰，并指出合作伙伴取消对使用武器的所有限制将让乌克兰改变战争进程。意大利总理乔治亚·梅洛尼表示，意大利对在华盛顿举行的北约峰会的结果感到满意，尤其是意大利方要求任命北约南翼特使一事。
美国总统拜登警告北京政府，如果继续与俄罗斯举行联合军事演习提供攻击烏克蘭的資訊和能力，以及破坏西方对俄罗斯入侵乌克兰的制裁，中国將付出代价。拜登指出，只要中国继续间接帮助俄罗斯，帮助俄罗斯经济，并因此帮助俄罗斯提高在乌克兰的作战能力，美国的欧洲伙伴将减少在中国的投资。因此必须明确让中国明白，如果他们向俄罗斯提供信息和能力，并与朝鲜和其他国家合作帮助俄罗斯进行军备，那么他们不会因此而获得他们想要的那种投资，从而获得经济利益。
中华人民共和国外交部发言人林剑对峰会期间发表的《华盛顿峰会宣言》表示强烈不满和坚决反对，批评宣言渲染亚太地区紧张局势，充斥冷战思维和好战言论，涉华内容充满偏见、抹黑、挑衅，中方已向北约方面提出严正交涉。朝鲜外务省发言人也对《华盛顿峰会宣言》予以“最强烈谴责和反对”，认为宣言证明美国和北约对世界和平与安全构成“最重大威胁”。
俄罗斯副外长米哈伊尔·加卢津表示，俄罗斯对亚美尼亚出席华盛顿北约峰会表示极大遗憾。加卢津声称，「亚美尼亚通过深化与以俄罗斯战略失败为目标的人的合作，将冒着严重破坏南高加索局势的风险，损害其自身安全。亚美尼亚更愿意加强与北约或北约个别成员国的合作，特别是在执行北约标准、购买武器或开展联合训练活动方面，更不用说参加在华盛顿举行的这个军事政治集团的峰会，这只能引起极大的遗憾。」加卢津也强调指出，亚美尼亚仍然是集体安全条约组织的成员身份，并且是国防和国防技术领域众多双边协议的缔约方。